# Оппенхоф, Франц
Франц Оппенхоф (нем. Franz Oppenhoff; 18 августа 1902, Ахен — 25 марта 1945, там же) — немецкий юрист, обер-бургомистр Ахена во Второй мировой войне, подчинявшийся американской военной администрации; убит диверсантами ополчения «Вервольф» по личному приказу Генриха Гиммлера как государственный изменник.

## Биография

### Довоенная деятельность
Франц Оппенхоф родился 18 августа 1902 года в Ахене. Его отец работал школьным инспектором, а дед и дядя возглавляли районный суд. Окончил юридический факультет Кёльнского университета, в 1933 году открыл юридическую контору. В университете состоял в студенческом объединении католических учащихся. В НСДАП не вступал, за время своей работы неоднократно защищал в судах Третьего рейха как репрессированных священников, так и преследуемых евреев.
Оппенхоф неоднократно представлял в суде интересы католического епископа Ахена Йоханнеса Йозефа ван дер Вельде. Под давлением гестапо и после серии обысков Оппенхоф вынужден был закрыть свою фирму и ушёл работать в оборонную фирму «Veltrup & Co», занимая там пост юридического консультанта и заместителя управляющего директора (это позволило ему избежать призыв в вермахт).
Был женат, в браке родились три дочери.

### Бургомистр Ахена
В сентябре 1944 года Оппенхоф бежал из Ахена в бельгийский город Эйпен с семьёй, оказавшись в расположении союзных войск. Отчасти бегство было мотивировано нежеланием эвакуироваться во внутренние районы Германии, отчасти — страхом перед гестаповцами. В октябре 1944 года после завершения битвы за Ахен союзная военная администрация начала поиски кандидатуры на должность обер-бургомистра, и епископ ван дер Вельде порекомендовал Франца Оппенхофа как оптимальную кандидатуру.
31 октября 1944 года Оппенхоф принял присягу на Библии, пообещав не причинять вреда согражданам и призвав всех соотечественников вместе строить «новую, праведную и справедливую Родину для всех». Для большей конфиденциальности и безопасности в прессе запретили публиковать фотографии Оппенхофа и называть его имя, дабы оставшиеся в Германии его родственники не попали под нацистские репрессии. Незадолго до приведения Оппенхофа к присяге газета СС «Das Schwarze Korps» официально заявила, что любой госслужащий Третьего рейха, согласившийся сотрудничать с антигитлеровской коалицией, будет казнён в течение месяца.
В декабре 1944 года американский историк и политолог Сол Падовер, работавший в отделе психологической войны, прибыл в Ахен для проверки деятельности нового обер-бургомистра и изучения отношения местных жителей к текущей гражданской администрации и нацистским властям. В январе 1945 года он составил рапорт, в котором констатировалось, что Оппенхоф не собирался строить демократическое общество наподобие американского или британского, а более следовал модели прусского социализма. Падовер охарактеризовал общество как авторитарное, иерархическое, бюрократическое клерикальное общество, чуждое либеральной демократии: Оппенхоф не стеснялся привлекать церковных деятелей и бывших нацистов, не сотрудничая с социал-демократами, членами профсоюзов и коммунистами. После рапорта Падовера в американском обществе поднялись недовольства, и Оппенхоф вынужден был уволить всех госслужащих, которые ранее состояли в НСДАП.

### Убийство
Попытка скрыть личность Франца Оппенхофа провалилась, и в Берлине узнали, кто возглавил Ахен при новой власти. Генрих Гиммлер, следуя инструкциям, решил покончить с Оппенхофом как государственным изменником. Обергруппенфюрер СС Ганс Адольф Прютцман получил приказ от рейхсфюрера СС уничтожить Оппенхофа и занялся подготовкой к операции под кодовым названием «Карнавал». В отряд диверсантов вошли:
- унтерштурмфюрер СС (лейтенант) Герберт Венцель: командир группы ликвидаторов, прошедший подготовку в замке Хюльхрат — штаб-квартире ополчения «Вервольф»
- унтершарфюрер СС (сержант) Йозеф Ляйтгеб: заместитель командира, также проходивший подготовку в замке Хюльхрат
- пограничник Карл-Хайнц Хеннеман
- пограничник Георг Хайдорн
- член Гитлерюгенда Эрих Моргеншвайс (16 лет), прошедший подготовку в ополчении «Вервольф»[4]
- гауптгруппенфюрерин (капитан) Ильза Хирш из Союза немецких девушек (23 года), отвечала номинально за снабжение.

Моргеншвайс и Хирш получили обязанности разведки и прикрытия, а Хеннеман и Хайдорн должны были служить проводниками в Ахене и его окрестностях. Венцель и Ляйтгеб отвечали непосредственно за ликвидацию. В ночь на 20 марта 1945 года диверсионная группа десантировалась с трофейного бомбардировщика B-17 в бельгийском лесу и уничтожила пограничника, после чего разбила лагерь рядом с городом. Хирш отбилась от группы и сама добралась до Ахена, где связалась с подругой из Союза немецких девушек и выяснила местонахождение обер-бургомистра Франца Оппенхофа.
25 марта Венцель, Ляйтгеб и третий неустановленный (по одной версии, Хеннеман, по другой — Хирш) подошли к дому, где жил Оппенхоф (дом 251 на Эйпенерштрассе). Венцель и Ляйтгеб были одеты в форму немецких лётчиков, а по их легенде — были сбиты неподалёку. Хозяин в то время был у соседей на ужине, но кто-то из домочадцев позвал обер-бургомистра. Оба рассказали Оппенхофу свою «историю» и попросили их переправить на немецкую сторону, но тот отказался и стал убеждать, что это бесполезно и что они уже не помогут ничем Германии. Когда обер-бургомистр начал убеждать их сдаться, то Венцель выхватил пистолет с глушителем и направил на Оппенхофа. По инструкции, Венцель обязан был зачитать Оппенхофу официальный приговор, подписанный Гиммлером, но из-за страха и волнения попросту забыл текст, а после слов Оппенхофа о том, что Германия проиграет войну, и вовсе впал в ступор. Однако Ляйтгеб среагировал быстрее и с криком «Хайль Гитлер!» прострелил голову Оппенхофу. Предварительно Венцель (или кто-то третий из команды) перерезал телефонный провод. Когда американский патруль прибыл, то всех диверсантов и след простыл.

### Последствия
26 марта 1945 года все шестеро попытались выбраться на восток, но попали на немецкое минное поле. Ляйтгеб погиб на месте, а Хирш, Моргеншвайс и Хайдорн были ранены. Хайдорн, Венцель и Хеннеман спрятались где-то в схроне около города Мехерних, попросту бросив Хирш и Моргеншвайса (обоих спасли местные жители). Венцель так и не решился возвращаться домой, устроившись работать на ферму, а в августе 1945 года таинственно исчез. Хеннеман и Хайдорн попытались пройти дальше, были задержаны американцами, но под предлогом поиска жён, эвакуированных из Ахена, сумели выбраться на восток. 31 марта газета «Völkischer Beobachter» официально подтвердила факт убийства Франца Оппенхофа.
В октябре 1949 года четверо участников операции — Хирш, Моргеншвайс, Хайдорн и Хеннеман — были арестованы британской военной администрацией и отправлены под суд. Хирш и Моргеншвайс в итоге были оправданы, а Хайдорн и Хеннеман наравне с другими руководителями «Вервольфа» получили тюремные сроки. Всех осуждённых освободили в начале 1950-х: в составе суда, выносившего приговор, оказалось очень много представителей НСДАП.
Франц Оппенхоф был похоронен в семейном склепе на кладбище Остфридхоф. Улица Кайзераллее была переименована в честь Оппенхофа (Оппенхофаллее), где ему был установлен мемориал. Католическая церковь включила его в мартиролог немецких мучеников XX века.